# Lanitz-Hassel-Tal
Lanitz-Hassel-Tal est une commune allemande de l'arrondissement du Burgenland, Land de Saxe-Anhalt.

## Géographie
Lanitz-Hassel-Tal se situe sur la crête de la Finne. Elle doit son nom aux vallées où coulent le Lißbach et le Hasselbach.
La commune regroupe les quartiers de Benndorf, Gernstedt, Hohndorf, Niedermöllern, Obermöllern, Pomnitz, Poppel, Rehehausen, Spielberg, Taugwitz et Zäckwar.
| An der Poststraße | Balgstädt         |           |
| Eckartsberga      | Lanitz-Hassel-Tal | Naumbourg |
|                   | Bad Sulza         |           |

La Bundesstraße 87 traverse Taugwitz et Poppel. 

## Histoire
Spielberg est mentionné pour la première fois en 881 sous le nom de Spileberc comme propriété de l'abbaye d'Hersfeld ; Gernstedt en 949 ; Rehehausen en 1074 sous le nom de Rugehusen ; Niedermöllern, Obermöllern, Pomnitz en 1144 comme propriétés de l'abbaye de Pforta ; Poppel en 1271 et Taugwitz en 1307.
La commune actuelle est née en juillet 2009 de la fusion volontaire de Möllern et de Taugwitz.